# Orthocladius ferringtoni
Orthocladius ferringtoni är en tvåvingeart som beskrevs av Soponis 1983. Orthocladius ferringtoni ingår i släktet Orthocladius och familjen fjädermyggor.
Artens utbredningsområde är Kansas. Inga underarter finns listade i Catalogue of Life.